# Vörösnyakú fűzcincér
A vörösnyakú fűzcincér (Oberea oculata) a cincérfélék családjába tartozó, Eurázsiában honos, fűzfákon élő bogárfaj. 

## Megjelenése
A vörösnyakú fűzcincér testhossza 15-21 mm. Testalkata karcsú, megnyúlt. Az előtor nagyjából négyzetes, a szárnyfedők oldalvonalai szinte végig közel párhuzamosak, a váll után enyhén homorúak. Előtora, potroha, lábai teljesen sárgák vagy narancssárgák, szőreik is sárgák. Az előtoron két kerek, fekete petty látható. Feje és csápjai feketék. Szárnyfedőinek alapszíne fekete, de sűrű, fehéresszürke szőrök borítják őket, amelyek a mély, durva pontokat csupaszon hagyják. 

## Elterjedése és életmódja
Eurázsiában honos, az Ibériai-félszigettől Koreáig, délen kb. Kis-Ázsiáig. Magyarországon elterjedt, gyakori faj, a síkságok és dombvidékek lakója.
Ártéri erdők, erdőszélek, parlagok, árokszélek lakója. Lárvája különböző fűzfajok (főleg a kecskefűz) élő ágaiban fejlődik. A nőstény élő, 2-5 cm átmérőjű ágakba rakja petéjét. A lárva eleinte a kéreg alatt, majd a szijácsban rágja 30-40 cm-es galériáját, a törmeléket a fa oldalán rágott lyukakon időnként kitolja; erről felismerhető jelenléte. Két (hideg éghajlaton három) évig fejlődik, majd a járatban készített bábkamrában bebábozódik. Az imágók júniustól augusztusig rajzanak. Többnyire tápnövényük ágain, levelein tartózkodnak, és a levelekkel, zsenge kéreggel táplálkoznak.

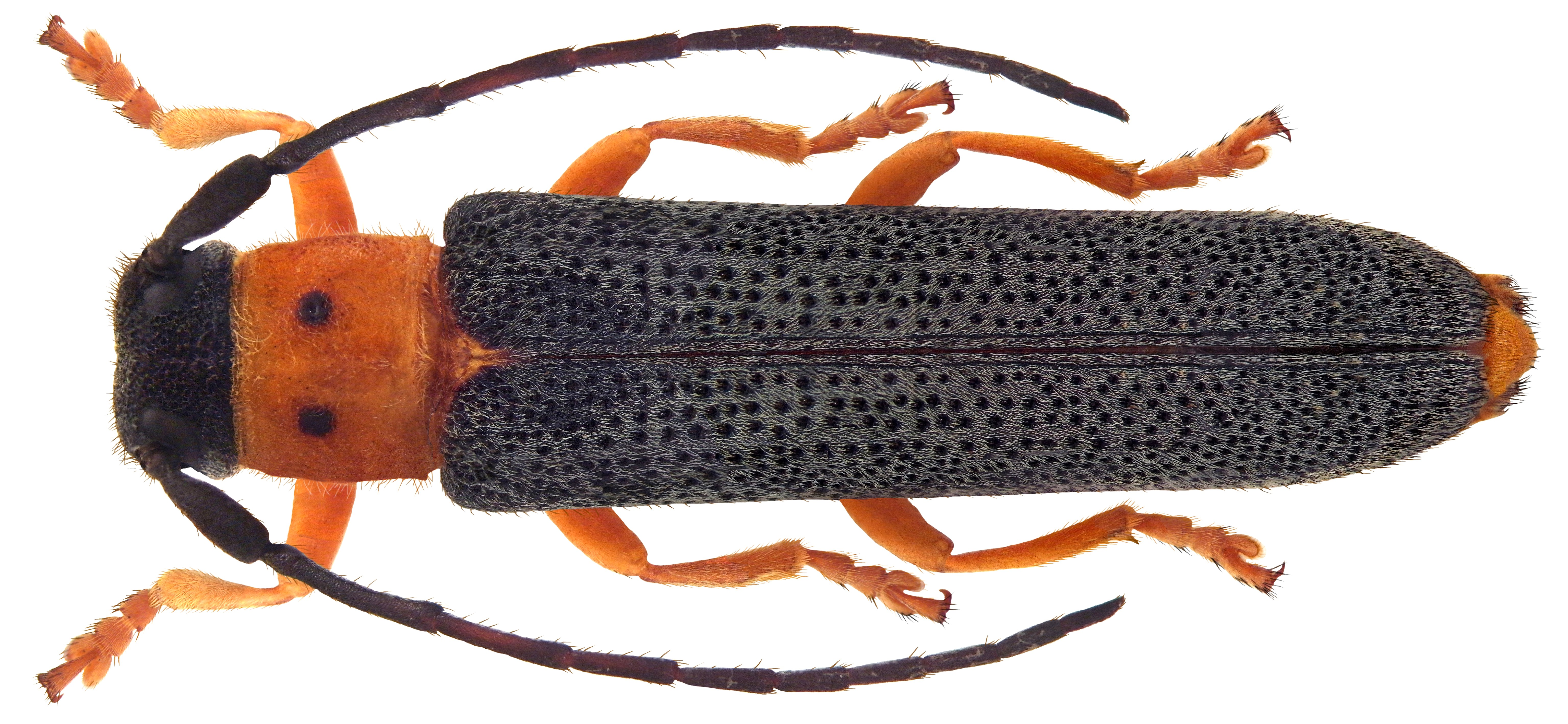
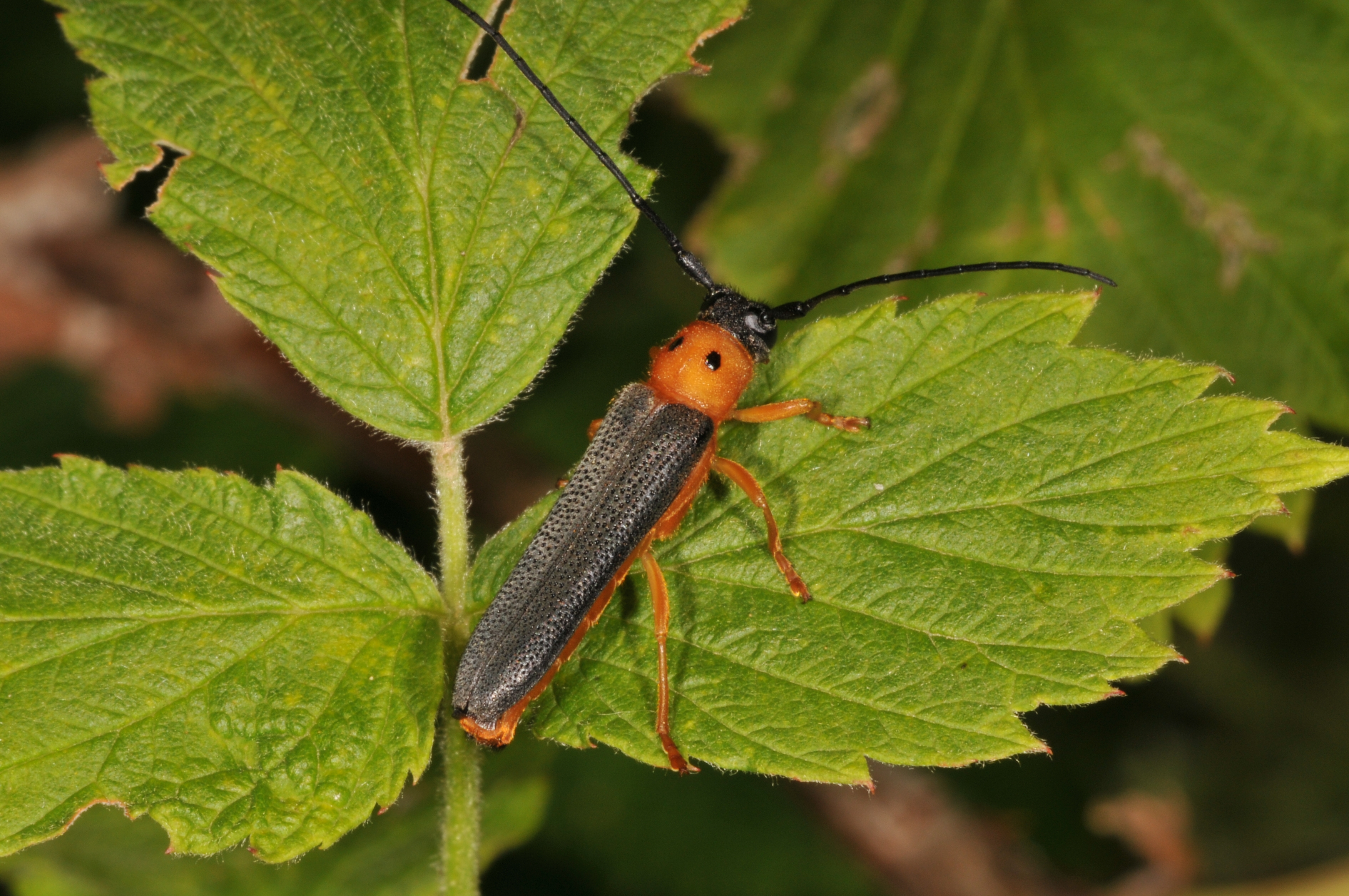
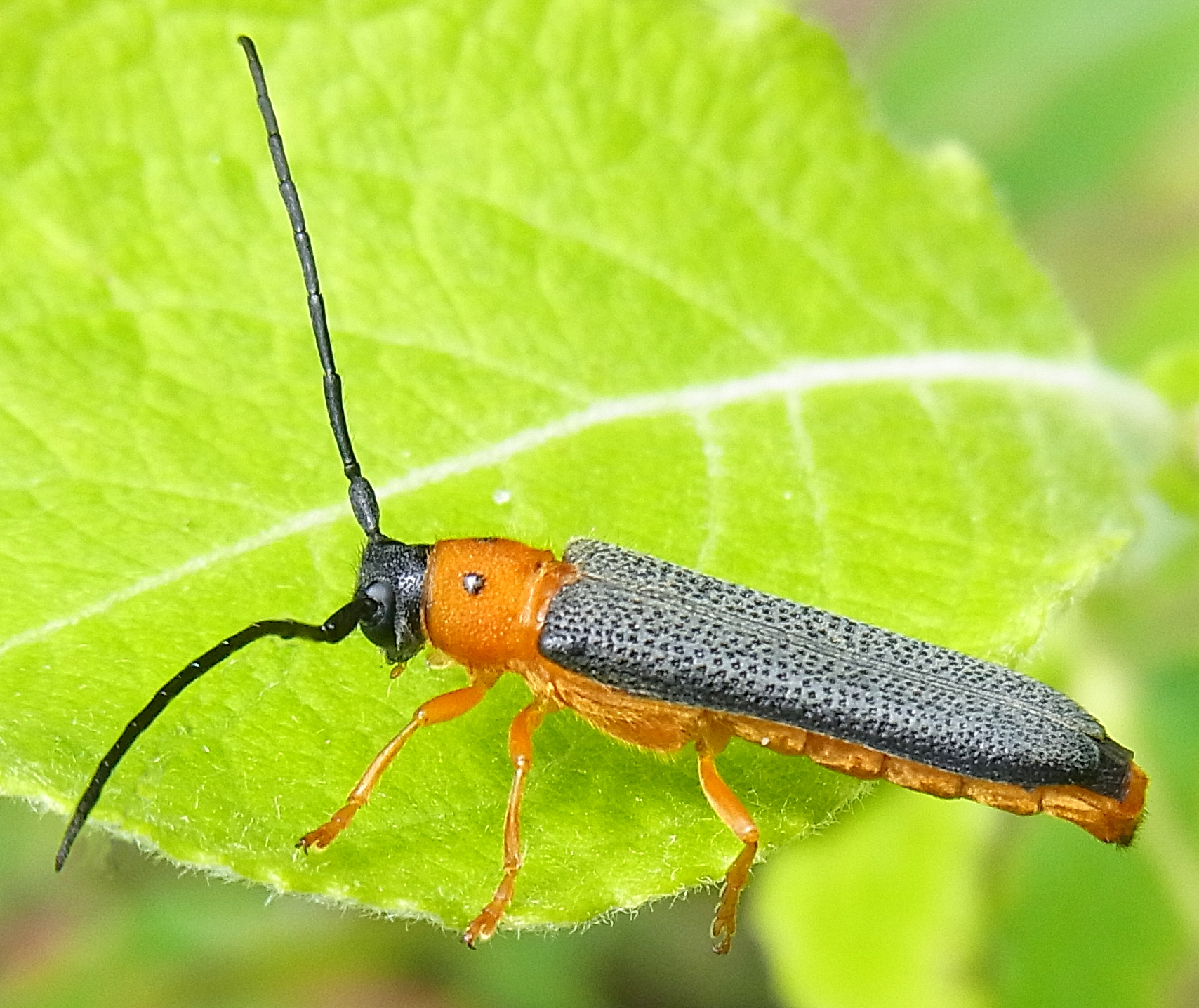
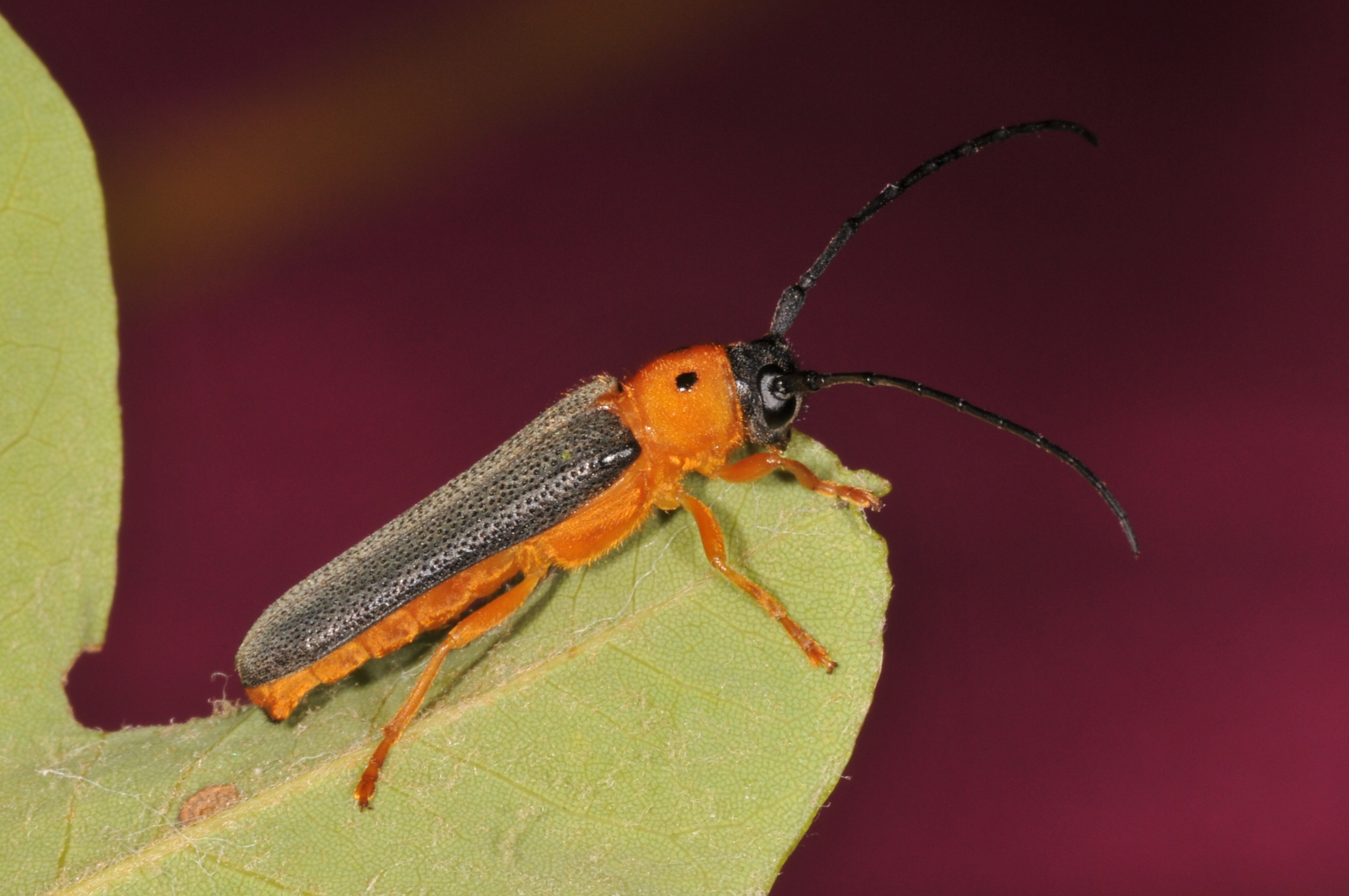
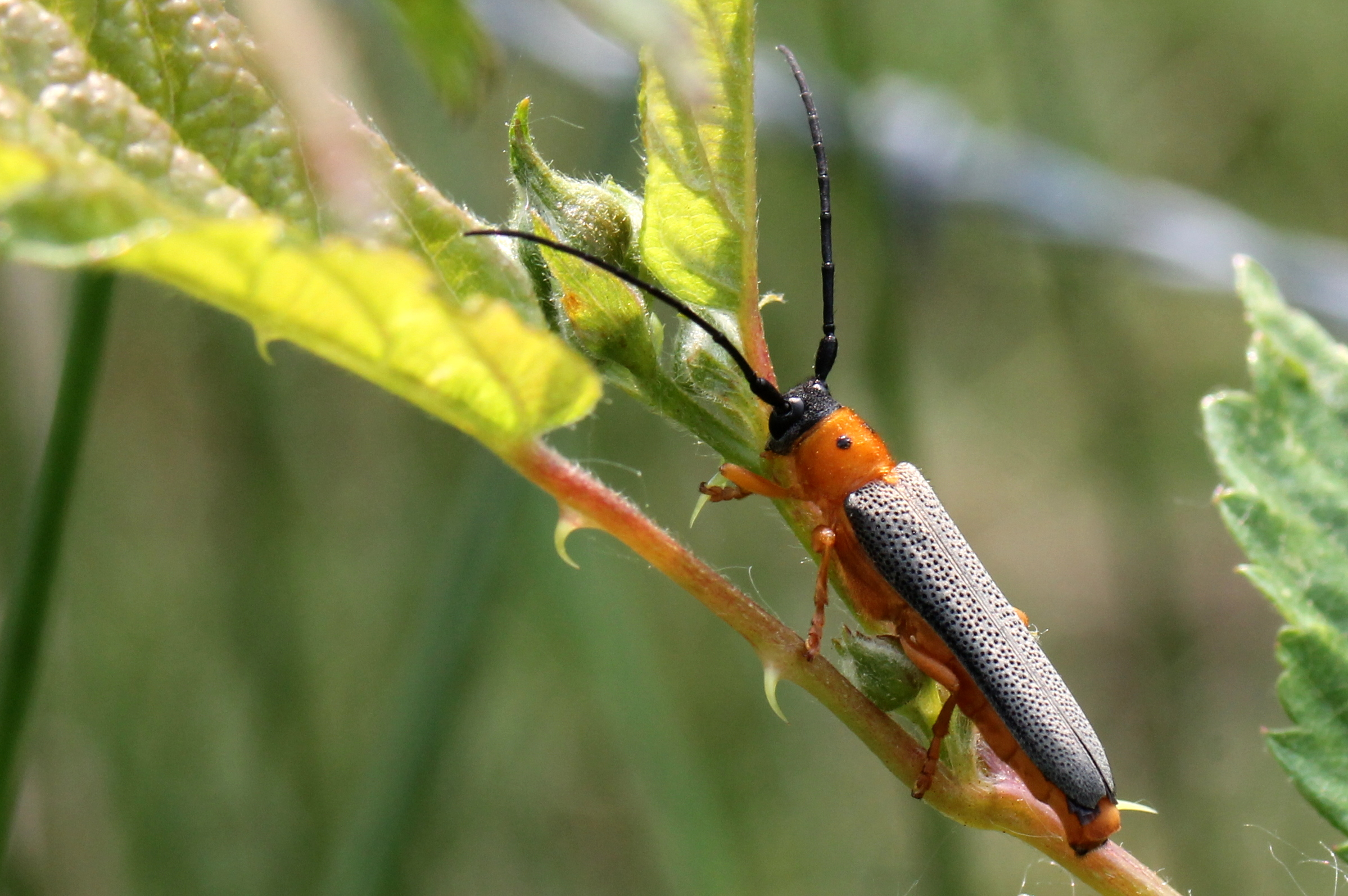

Magyarországon nem védett.